# روبن پاراگا
روبن پاراگا (انگلیسی: Rubén Párraga؛ زادهٔ ۲ سپتامبر ۱۹۸۴) بازیکن فوتبال اهل اسپانیا است.
از باشگاه‌هایی که در آن بازی کرده‌است می‌توان به باشگاه فوتبال رئال مورسیا، باشگاه فوتبال اوئسکا، باشگاه فوتبال اودینزه، باشگاه فوتبال کوردوبا، و باشگاه فوتبال گرانادا اشاره کرد.